# Aristida stricta
Aristida stricta es una gramínea de verano, de las  Poáceas.

## Hábitat
Es nativa de Norteamérica,  dominando vegetación en médanos y áreas costeras de dunas, en el sudeste de Estados Unidos. Se la conoce como pasto alambre (por su forma y textura).

## Descripción
Es una especie de rápido crecimiento, que se regenera muy bien luego de quemas. La planta depende de regulares quemas de verano, para estimular la floración y la producción de semilla.

## Taxonomía
Aristida stricta fue descrita por Carlos Linneo y publicado en Species Plantarum 1: 82. 1753.
Etimología
El nombre del género proviene del latín Arista o del griego Aristos (cerdas, o aristas del maíz). 
Sinonimia
- Aristida beyrichiana Trin. & Rupr.
- Aristida stricta var. stricta
- Chaetaria stricta (Michx.) P.Beauv.[2]